# Christian Masecovius

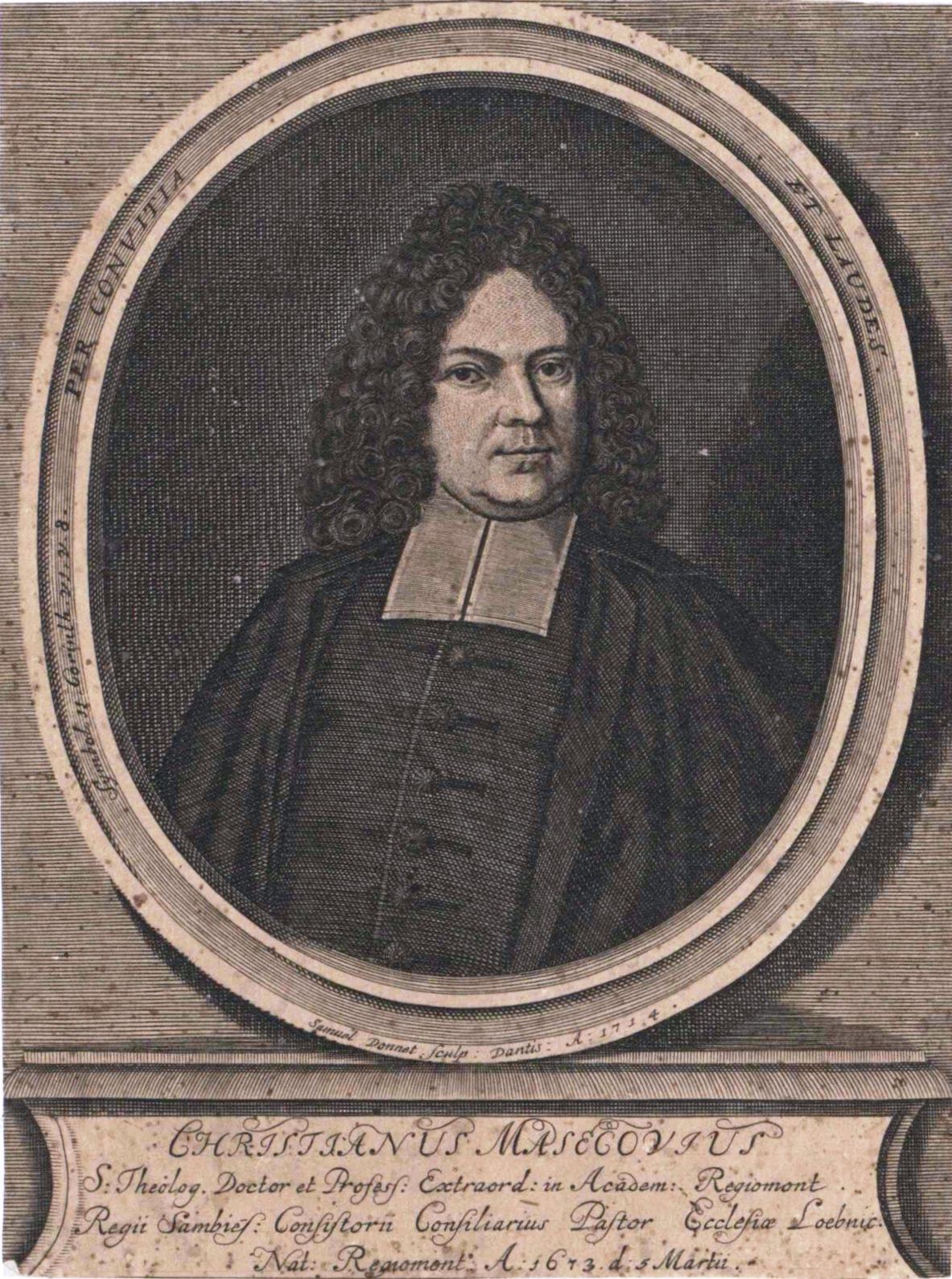
Christianus Masecovius, Stich von Samuel Donnet (1714)

Christian Masecovius (auch: Mascov; * 6. März 1673 in Königsberg; † 7. August 1732 ebenda) war ein deutscher lutherischer Theologe.

## Leben
Masecovius war der Sohn des Pfarrers der Kirche in Tragheim Thomas Masecovius und dessen Frau Sybilla Niemeier besuchte in frühster Kindheit die Königsberger Schule der Altstadt. 1690 begann er an der Universität Königsberg ein Studium der philosophischen und theologischen Wissenschaften. Unter der Leitung seines Bruders Johannes Masecovius, von Christian Sahme und Michael Schreiber absolvierte er philosophische Studien. Theologische Vorlesungen besuchte er bei Christian Dreier, Friedrich Deutsch, Gottfried Wegner und Bernhard von Sanden dem Älteren. 1695 wurde er Hauslehrer eines preußischen Adligen, mit dem er Deutschland, Holland und Flandern bereiste.
Nachdem er zwei Jahre lang an der Universität Gent studiert hatte, kehrte er nach Königsberg zurück, wo er eine Hauslehrerstelle bei einem Holsteiner Adligen erhielt. Am 15. April 1700 erwarb er den akademischen Grad eines Magisters der Philosophie, anschließend hielt er Privatvorlesungen. 1703 wurde er Subinspektor der Alumnen und über das Koviktorium. Nachdem man ihm 1706 eine außerordentliche philosophische Professur angetragen hatte, übernahm er 1708 eine außerordentliche theologische Professur und wurde damit Rat am samländischen Konsistorium sowie Pfarrer der Kirche in Löbenicht.
Am 27. Februar 1710 promovierte er zum Doktor der Theologie. 1717 wurde er zum ordentlichen vierten Professor der Theologie befördert und damit verbunden wurde er Pastor an der Domkirche. Er rückte 1718 in die dritte ordentliche Professur auf, wurde 1721 zweiter ordentlicher Professor und 1732 erster Professor der theologischen Fakultät der Königsberger Hochschule. In dieser Eigenschaft war er acht Mal Dekan der theologischen Fakultät und in den Wintersemestern 1722/23, 1726/27 sowie 1730/31 Rektor.
Er hatte Maria, Tochter des Löbenichter Stadtrats Heinrich Falcke (* 9. Februar 1643; † 25. September 1701), geheiratet, aus welcher Ehe ein Sohn und eine Tochter stammen.

## Werke (Auswahl)
- Fasciculus Disputationum Philosopicarum. 1707 (vd18-proto.bibliothek.uni-halle.de), Sammelband enthält zahlreiche Schriften.
- Evangelische Glaubens-Lehr-Ermahnungs- und Trost-Gedanken. Königsberg 1714.
- Anti-Meno. Königsberg 1717 (24. Disp., Sammelband).
- Dispositio ex Lumine naturae ad supernaturalia. Königsberg 1727 (Sammelband, 50. Disp.).
- Diss. evincens legem inter et evangelium nullam esse adversitatem. Königsberg 1709.
- De volunatate Adami, in qua omnium hominum voluntas posita fuit. Königsberg 1710.
- De testimoniis, quorum Deus et in spiffis gentilismi tenebis esse expertem neminem reliquir, et quanti illa fuerint momenti. Königsberg 1711
- De controversione modernorum gentilium, prima. Königsberg 1711.
- De controversione modernorum gentilium, secunda. Königsberg 1711.
- De controversione modernorum gentilium, tertia. Königsberg 1712.
- De pia fraude. Königsberg 1711.
- Deus ante mundum conditum auid fecerit? Königsberg 1712.
- Aufrichtige Beschreibung der Begebenheit zwischen E. Hoch-Ehrw. Theol. Facultæt zu Königsberg in Preussen, und Einem Stud. Theologiæ Gottfried Schævius, Entgegen gesetzet Der Schmäh-Schrifft des Schævii, an seine Freunde in Pommern, die er in diesem 1712ten Jahr in öffentliche Druck gehen lassen …. Königsberg 1712 (vd18-proto.bibliothek.uni-halle.de).
- Diss. explicationem continens oraculi Paulini 2. Cor. 7. V. I. Königsberg 1713.
- De publica lapsorum cum ecclesia reconciliatione, mango revera beneficio. Königsberg 1723.
- De lectione biblica pontificiorum injuriosa.
- … ex versu primo, primi captis Genesos. Königsberg 1723.
- De flebili sacrae, in spiritualibus, curae defectu omni modo adimplendo. Königsberg 1730.